# Adrenaline (film)
Adrenaline, waarvan de titel is afgeleid van de stof adrenaline, is een Nederlands-Zuid-Afrikaanse thriller-speelfilm.

## Verhaal
De film gaat over de veelbelovende jonge advocaat (beroep) Jason. Wanneer zijn vriendin Freya (gespeeld door Georgina Verbaan), die de dochter van zijn werkgever is, spoorloos verdwijnt, leert dat Jason dat niet alles is wat het lijkt.
Zijn zoektocht naar de waarheid over wie zij werkelijk was en wat er gebeurd is, leidt hem naar een illegale groep 'thrillseekers'. Jason probeert - zonder zijn identiteit prijs te geven - te infiltreren in de groep. Hiervoor moet hij grote offers brengen. Wanneer het hem uiteindelijk toch gelukt is in deze groep binnen te dringen, wordt hij meegesleurd in hun jacht op de kick (adrenaline) en thrills.
De waarheid komt steeds dichterbij en voor Jason is er geen weg meer terug...

## Rolverdeling
- Jason Fijal als Jason
- Georgina Verbaan als Freya
- Daniel Louis Rivas als Dracko
- Keren Tahor als Breeze
- Thomas Lockyer als Richard
- Christopher Simon als Michelson
- Gérard Rudolf als Ben
- Abby Simpson als Anna
- Wayne Harrison als Marc
- Louw Venter als Bill
- Brett Goldin als Eddy
- Rob van Vuuren als John
- Pierre Malherbe als Jeremy